# 煙熏液

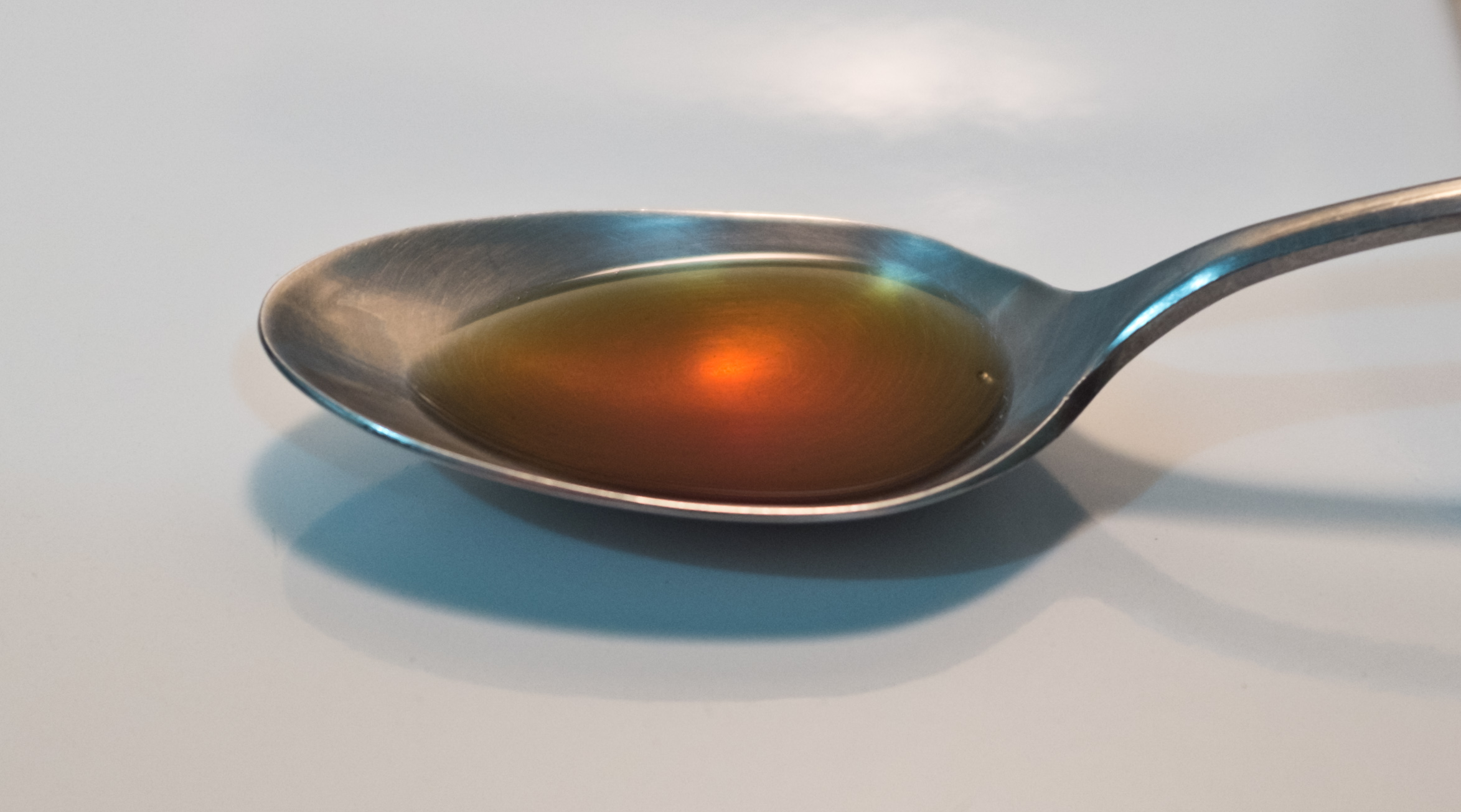
一勺煙熏液

煙熏液是一種由燃燒木柴或木屑，將其煙霧凝結濃縮，使煙霧中產生的物質溶於水中的產品，它主要用於食物保質和調味，為食物添加或醃製煙熏的風味，對象多為市場流通的煙熏食品如煙肉（即培根）、熱狗、肉乾、豆腐、丹貝和軟奶酪等。

## 安全性
歐洲食品安全局對各種煙熏液產品進行調查和測試，其中一個樣本「Primary Product FF-B」被懷疑具有基因毒性會損害活體內的DNA構造，但這項測試未有將之與市場上其他傳統煙熏產品的成分進行比較，另一個同系列煙熏液「Primary Product AM 1」於2010年1月8日被評為對人體具有潛在毒性。

## 研究
由於一部分的植物品種的種子受到山火煙霧刺激後加快了發芽的速度，引起了煙熏液對其是否具有類似功效的研究。

## 資料來源
1. ↑  . reading.ac.uk. 2007-06-21  [2010-10-17]. （原始内容存档于2018-12-15）.
2. ↑  . 歐洲食品安全局. 2010-02-12  [2010-10-17]. （原始内容存档于2009-10-19）.
3. ↑  . 英國廣播公司新聞. 2010-01-08  [2010-10-17]. （原始内容存档于2020-11-09）.
4. ↑   (PDF). 內華達大學拉斯維加斯分校. 2009年  [2010-10-17].[永久]